# Palais du Margrave
Le palais du Margrave (Markgräfliche Palais, ou Markgräflich-Hochbergsches Palais), est un hôtel particulier qui se trouve à Karlsruhe en Allemagne et donne sur la Rondellplatz.

## Histoire
Ce palais au n° 23 de la Karl-Friedrich-Straße est un édifice conçu par l'architecte Friedrich Weinbrenner et construit de 1803 à 1814. Il est commandé par le grand-duc Charles pour les enfants de sa deuxième épouse (morganatique), la comtesse Louise-Caroline de Hochberg. Le jardin à l'arrière avec un pavillon palladien est démoli en 1902. 
Devant le palais, se dresse la colonne de la Constitution (ou monument du grand-duc Charles) érigée en 1823-1824 selon les dessins de Weinbrenner. Le palais se trouve sur la via triomphalis, axe central allant du château de Karlsruhe à la porte d'Ettling.
L'édifice est fortement endommagé par les bombardements britanniques de 1942 et 1944. Une partie ruinée est démolie et la façade est refaite en 1963 selon les dessins originaux.
Le palais abrite aujourd'hui les bureaux de la banque BBBank eG.

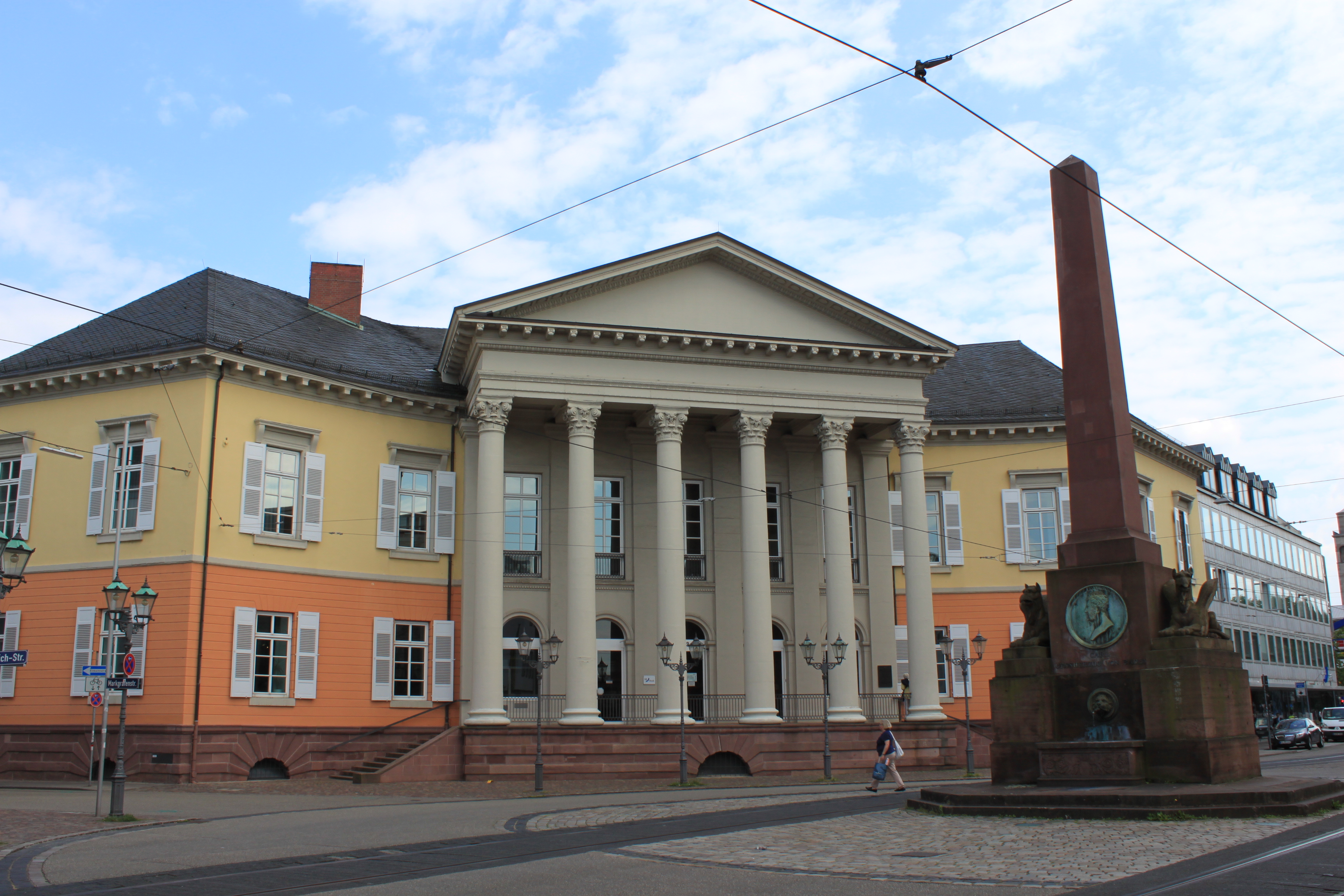
Façade du palais avec la colonne de la Constitution au milieu de la Rondellplatz
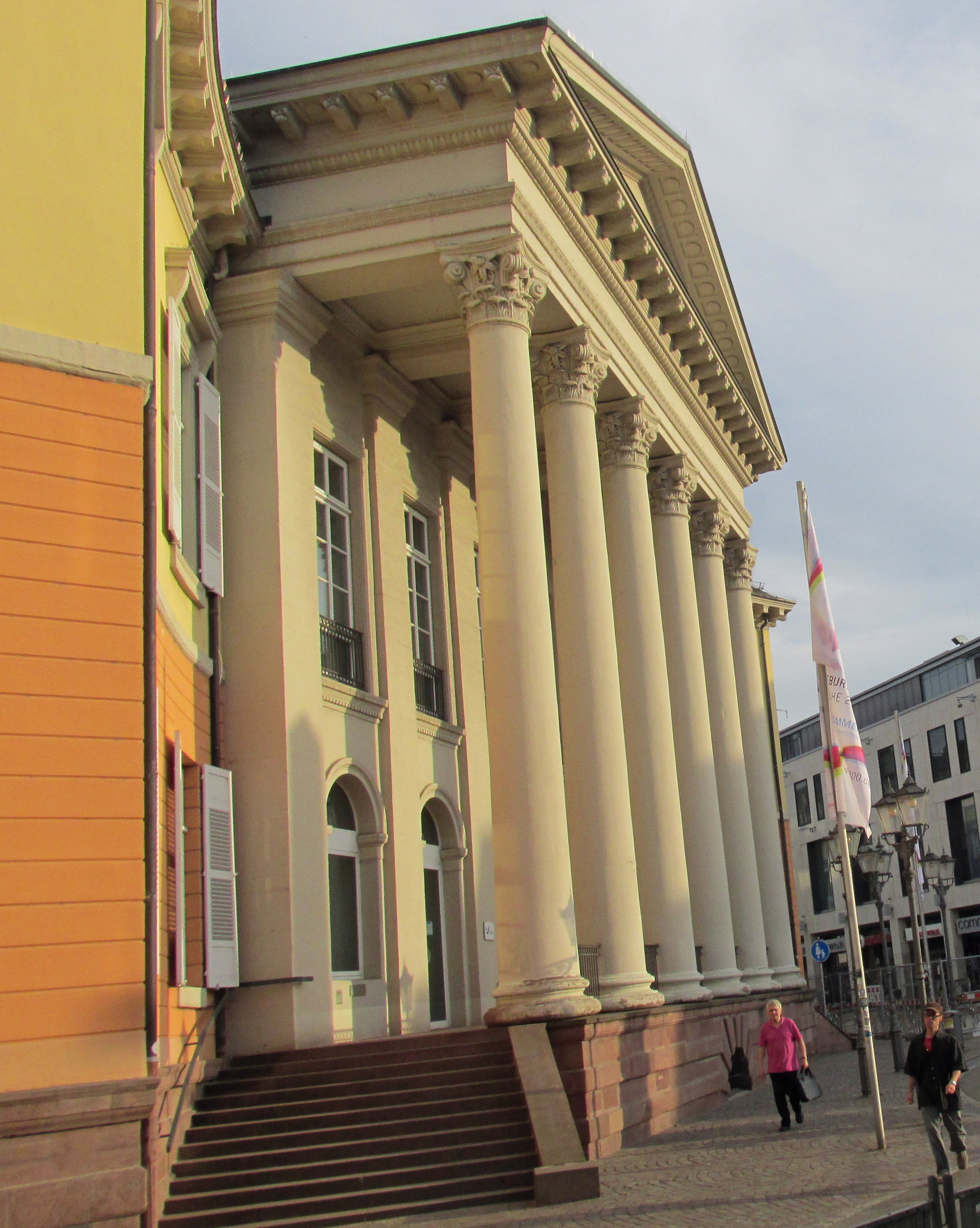
Le portique à colonnes corinthiennes

## Source de la traduction
- (de) Cet article est partiellement ou en totalité issu de l’article de Wikipédia en allemand intitulé « Markgräfliches Palais » (voir la liste des auteurs).